# ستانلي ديسانتيس
ستانلي ديسانتيس (بالإنجليزية: Stanley DeSantis)‏ هو ممثل أمريكي بدأ مسيرته الفنية سنة 1978. امتدت مسيرته الفنية لأكثر من 27 عاما.

## الأعمال
- إد وود
- طبعة مبكرة
- إن واي بي دي بلو
- ساعة الذروة
- أنا سام
- اكبح حماسك
- الطيار
- أنتوراج
- ستة أقدام تحت الأرض

## روابط خارجية
- ستانلي ديسانتيس على موقع IMDb (الإنجليزية)
- ستانلي ديسانتيس على موقع قاعدة بيانات الفيلم (الإنجليزية)